# Maddalena (film 1954)
Maddalena è un film drammatico italiano del 1954 diretto da Augusto Genina. Il film è stato presentato in concorso al Festival di Cannes 1954.

## Trama
Ogni anno, il venerdì santo, si svolge una processione in un paesino di provincia. Quest'anno le donne del paese non riescono a scegliere una ragazza che possa interpretare la Madonna. Un signorotto del luogo, con l'intento di schernire pubblicamente il curato don Vincenzo, fa in modo che una giovane prostituta, Maddalena, riceva tale incarico.
Maddalena accetta perché vuole vendicarsi con la Vergine della perdita di sua figlia, morta in collegio durante la prima comunione, per un banale incendio del velo. Le donne del paese non accettano che una forestiera interpreti la Madonna, ma il curato difende la sua scelta, pur non sapendo chi sia in realtà Maddalena.
Durante una prova della processione, Maddalena perde i sensi e viene invitata dal sacerdote a riposarsi. Ma, passando dalla chiesa, incrocia una donna in preghiera che la vede e, credendo che Maddalena sia un'apparizione della Madonna, la invoca di far guarire il proprio figlio da una grave malattia.
Maddalena tenta di scappare, ma le viene attribuita la guarigione del ragazzo e resta per la processione del venerdì santo. Il signorotto però si vendica dicendo a tutti chi sia in realtà la ragazza. Di fronte a tale confessione la gente aggredisce Maddalena e inizia a lapidarla.

## Produzione

Il cast del film durante un incontro nella Società Operaia di Cerreto Sannita

Il film è ascrivibile al filone dei melodrammi sentimentali, comunemente detto strappalacrime, allora molto in voga tra il pubblico italiano, in seguito ribattezzato dalla critica con il termine neorealismo d'appendice.
Fu il primo film a colori realizzato da Genina, con la tecnica del Technicolor.

### Riprese
Le riprese esterne del film sono state effettuate nei comuni di Cerreto Sannita e Guardia Sanframondi nell'estate del 1953.
Gli interni e gli esterni della chiesa sono quelli del Santuario - Basilica dell'Assunta di Guardia Sanframondi mentre la salita che si vede quando la folla segue Maddalena verso la fine del film corrisponde al largo san Rocco in Cerreto Sannita. Sono pure riprese a Cerreto le scene iniziali quando la ragazza viene in paese e corrispondono all'attuale piazza Roma.
Altri interni furono girati negli stabilimenti romani della Titanus.

### Doppiaggio
La voce di Märta Torén è di Andreina Pagnani anziché di Lydia Simoneschi, sua abituale doppiatrice.

## Distribuzione
Il film è stato distribuito nel circuito cinematografico italiano a partire dal 16 marzo del 1954.
Venne poi distribuito anche in Francia, il 28 giugno del 1954, con il titolo Une fille nommée Madeleine.

## Accoglienza
Il film ebbe un buon risultato commerciale, incassando 632.650.000 lire dell'epoca.